# Cyclisme aux Jeux asiatiques de 2018
Navigation
2014 2022
Les compétitions de cyclisme des Jeux asiatiques de 2018 se déroulent du 20 au 31 août 2018, à  Jakarta en Indonésie.

## Podiums

### Cyclisme sur route
| Épreuves                | Or              | Argent               | Bronze           |
| ----------------------- | --------------- | -------------------- | ---------------- |
| Compétitions masculines |                 |                      |                  |
| Course en ligne         | Alexey Lutsenko | Fumiyuki Beppu       | Navuti Liphongyu |
| Contre-la-montre        | Alexey Lutsenko | Muradjan Khalmuratov | Fumiyuki Beppu   |
| Compétitions féminines  |                 |                      |                  |
| Course en ligne         | Na Ah-reum      | Pu Yixian            | Eri Yonamine     |
| Contre-la-montre        | Na Ah-reum      | Eri Yonamine         | Leung Wing Yee   |

### Cyclisme sur piste
| Épreuves                | Or                                                       | Argent                                                                          | Bronze                                                                            |
| ----------------------- | -------------------------------------------------------- | ------------------------------------------------------------------------------- | --------------------------------------------------------------------------------- |
| Compétitions masculines |                                                          |                                                                                 |                                                                                   |
| Keirin                  | Jai Angsuthasawit                                        | Yudai Nitta                                                                     | Azizulhasni Awang                                                                 |
| Vitesse individuelle    | Azizulhasni Awang                                        | Tomohiro Fukaya                                                                 | Im Chae-bin                                                                       |
| Vitesse par équipes     | Chine Li Jianxin Xu Chao Zhou Yu                         | Malaisie Azizulhasni Awang Muhammad Sahrom Muhammad Fadhil Mohd Zonis           | Japon Kazuki Amagai Yudai Nitta Tomohiro Fukaya                                   |
| Poursuite individuelle  | Park Sang-hoon                                           | Ryo Chikatani                                                                   | Artyom Zakharov                                                                   |
| Poursuite par équipes   | Chine Guo Liang Qin Chenlu Xue Chaohua Shen Pingan       | Hong Kong Leung Chun Wing Leung Ka Yu Mow Ching Ying Cheung King Lok Ko Siu Wai | Japon Shogo Ichimaru Shunsuke Imamura Ryo Chikatani Eiya Hashimoto Keitaro Sawada |
| Course à l'américaine   | Hong Kong Cheung King Lok Leung Chun Wing                | Corée du Sud Im Jae-yeon Park Sang-hoon                                         | Japon Eiya Hashimoto Shunsuke Imamura                                             |
| Omnium                  | Eiya Hashimoto                                           | Leung Chun Wing                                                                 | Artyom Zakharov                                                                   |
| Compétitions féminines  |                                                          |                                                                                 |                                                                                   |
| Keirin                  | Lee Wai Sze                                              | Lee Hye-jin                                                                     | Zhong Tianshi                                                                     |
| Vitesse individuelle    | Lee Wai Sze                                              | Lee Hye-jin                                                                     | Cho Sun-young                                                                     |
| Vitesse par équipes     | Chine Lin Junhong Zhong Tianshi                          | Hong Kong Ma Wing Yu Li Yin Yin Lee Wai Sze                                     | Corée du Sud Kim Won-gyeong Lee Hye-jin Cho Sun-young                             |
| Poursuite individuelle  | Lee Ju-mi                                                | Wang Hong                                                                       | Huang Ting-ying                                                                   |
| Poursuite par équipes   | Corée du Sud Kim You-ri Kim Hyun-ji Na Ah-reum Lee Ju-mi | Chine Chen Qiaolin Wang Xiaofei Wang Hong Liu Jiali Ma Menglu Jin Chenhong      | Japon Yumi Kajihara Kisato Nakamura Miho Yoshikawa Yuya Hashimoto Nao Suzuki      |
| Course à l'américaine   | Corée du Sud Kim You-ri Na Ah-reum                       | Hong Kong Pang Yao Yang Qianyu                                                  | Chine Liu Jiali Wang Xiaofei                                                      |
| Omnium                  | Yumi Kajihara                                            | Huang Ting-ying                                                                 | Kim You-ri                                                                        |

### VTT
| Épreuves                | Or                    | Argent              | Bronze              |
| ----------------------- | --------------------- | ------------------- | ------------------- |
| Compétitions masculines |                       |                     |                     |
| Cross-country           | Ma Hao                | Lyu Xianjing        | Kirill Kazantsev    |
| Descente                | Khoiful Mukhib        | Chiang Sheng-shan   | Suebsakun Sukchanya |
| Compétitions féminines  |                       |                     |                     |
| Cross-country           | Yao Bianwa            | Li Hongfeng         | Natalie Panyawan    |
| Descente                | Tiara Andini Prastika | Vipavee Deekaballes | Nining Porwaningsih |

### BMX
| Épreuves              | Or                 | Argent                   | Bronze        |
| --------------------- | ------------------ | ------------------------ | ------------- |
| Compétition masculine |                    |                          |               |
| Course                | Yoshitaku Nagasako | I Gusti Bagus Saputra    | Daniel Caluag |
| Compétition féminine  |                    |                          |               |
| Course                | Zhang Yaru         | Chutikan Kitwanitsathian | Wiji Lestari  |

## Tableau des médailles
| Rang  | Nation         | Or | Argent | Bronze | Total |
| ----- | -------------- | -- | ------ | ------ | ----- |
| 1     | Chine          | 6  | 5      | 2      | 13    |
| 2     | Corée du Sud   | 6  | 3      | 4      | 13    |
| 3     | Japon          | 3  | 5      | 6      | 14    |
| 4     | Hong Kong      | 3  | 4      | 1      | 8     |
| 5     | Indonésie      | 2  | 1      | 2      | 5     |
| 6     | Kazakhstan     | 2  | 0      | 3      | 5     |
| 7     | Thaïlande      | 1  | 2      | 3      | 6     |
| 8     | Malaisie       | 1  | 1      | 1      | 3     |
| 9     | Taipei chinois | 0  | 2      | 1      | 3     |
| 10    | Ouzbékistan    | 0  | 1      | 0      | 1     |
| 11    | Philippines    | 0  | 0      | 1      | 1     |
| Total | Total          | 24 | 24     | 24     | 72    |